# Aegiochus antarctica
Aegiochus antarctica là một loài chân đều trong họ Aegidae. Loài này được Hodgson miêu tả khoa học năm 1910.